# Oricia venata
Oricia venata är en fjärilsart som beskrevs av Butler 1877. Oricia venata ingår i släktet Oricia och familjen tandspinnare. Inga underarter finns listade i Catalogue of Life.